# Eriobotrya
Eriobotrya é um género botânico de cerca de 60 espécies árvores perenes pertencente à família Rosaceae nativas do leste e sudeste de Ásia. Deste género pode se destacar a nespereira - Eribotrya iaponica, que se cultiva pelo seu fruto a nêspera.
As larvas dalgumas espécies de lepidópteros utilizam estas plantas como comida, entre elas Hypercompe hambletoni.

## Etimologia
O nome vem do grego εριον (erion):  lã e  βοτρυς (botrys): cacho, em referência ao conjunto de flores lanígeras e macias.

## Espécies
- Eriobotrya bengalensis - nespereira de Bengala
- Eriobotrya cavaleriei
- Eriobotrya deflexa (Hemsl.) Nakai: Syn.: Eriobotrya deflexa var. koshunensis Kaneh. & Sasaki i Photinia deflexa Hemsl..
- Eriobotrya dubia (Lindl.) Decne.: Syn.: Photinia dubia Lindl.
- Eriobotrya elliptica
- Eriobotrya fragrans
- Eriobotrya henryi
- Eriobotrya hookeriana Decne.
- Eriobotrya iaponica (Thunb.) Lindl., Syn.: Mespilus japonica Thunb.) - nespereira
- Eriobotrya malipoensis
- Eriobotrya obovata
- Eriobotrya petiolata Hook. f.
- Eriobotrya prinoides
- Eriobotrya salwinensis
- Eriobotrya seguinii
- Eriobotrya serrata
- Eriobotrya tengyuehensi